# Trailrunning
Trailrunning is een duursport die bestaat uit hardlopen over paden. Het verschilt van normaal hardlopen doordat het over het algemeen op onverharde paden plaatsvindt. Vaak is dit heuvelachtig terrein met grotere afdalingen en stijgingen. Trailrunning verschilt met de discipline veldlopen in de afstand. Veldloopwedstrijden zijn vrijwel altijd over kortere afstanden.
Het aantal mensen dat trailrunning beoefent steeg van 4,5 miljoen tot meer dan 6 miljoen in de Verenigde Staten tussen 2006 en 2012. Lopers geven vaak aan dat er bij het rennen op onverhard terrein een betere demping bij de voetlanding is. Daarnaast genieten ze meer van de natuurlijke, niet-stedelijke omgeving. Deze verschuiving naar sporten in de natuur was ook te zien in de grote toename van sporters in crosstriatlons en adventure racing tussen 2006 en 2012.

## Uitrusting

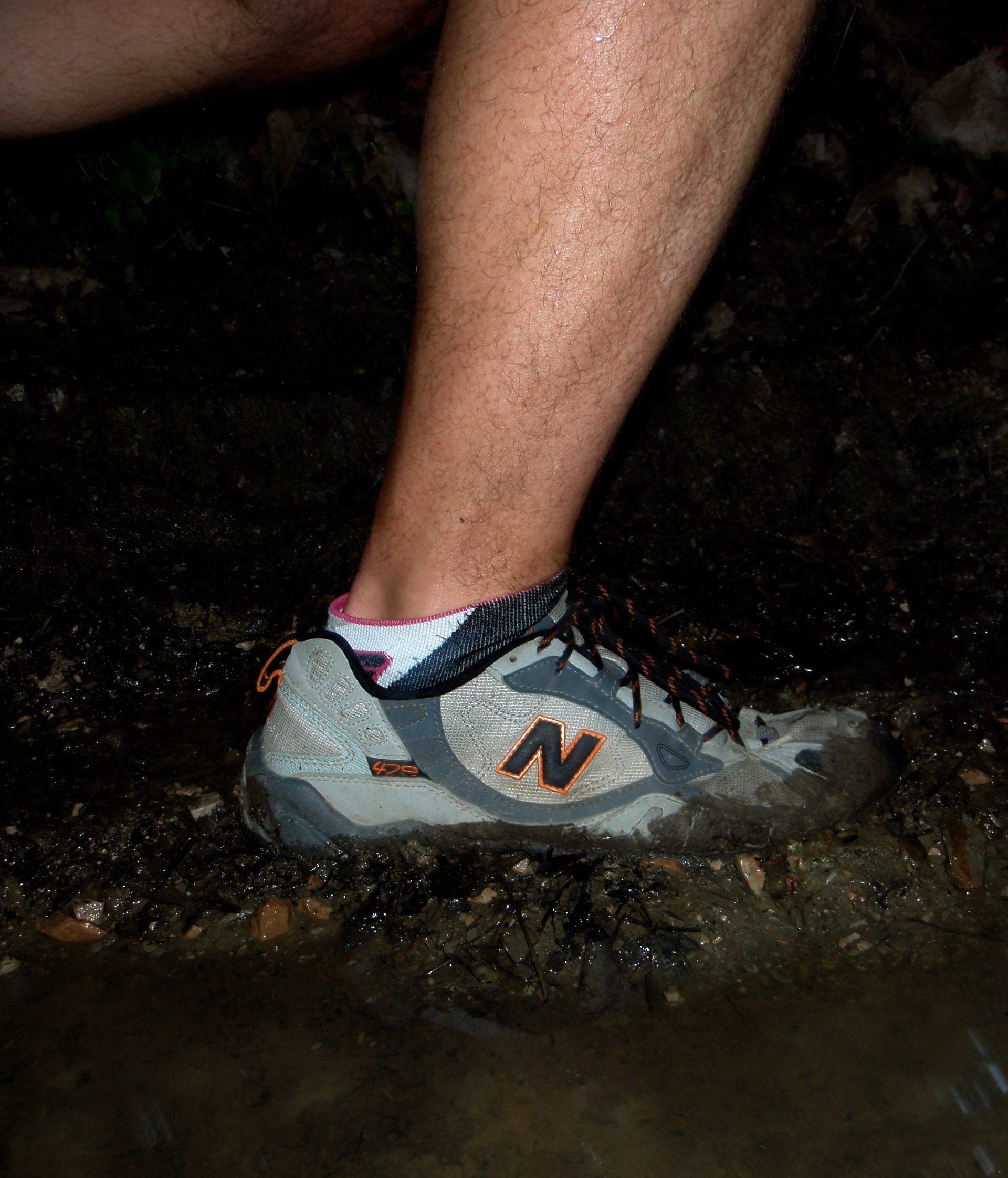
Trailrunningschoenen presteren beter op zachtere ondergronden zoals modder en gras dan traditionele hardloopschoenen.

Veel traillopers gebruiken speciale schoenen met zolen met noppen die robuuster zijn dan reguliere hardloopschoenen. De zool van ethyleenvinylacetaat bevat vaak een lichtgewichte en flexibele nylon plastic laag om de voet te beschermen tegen wonden door scherpe stenen of andere objecten. Omdat trailrunning plaatsvindt op een zachtere ondergrond zoals gras en modder, is demping minder belangrijk.

## Wedstrijden

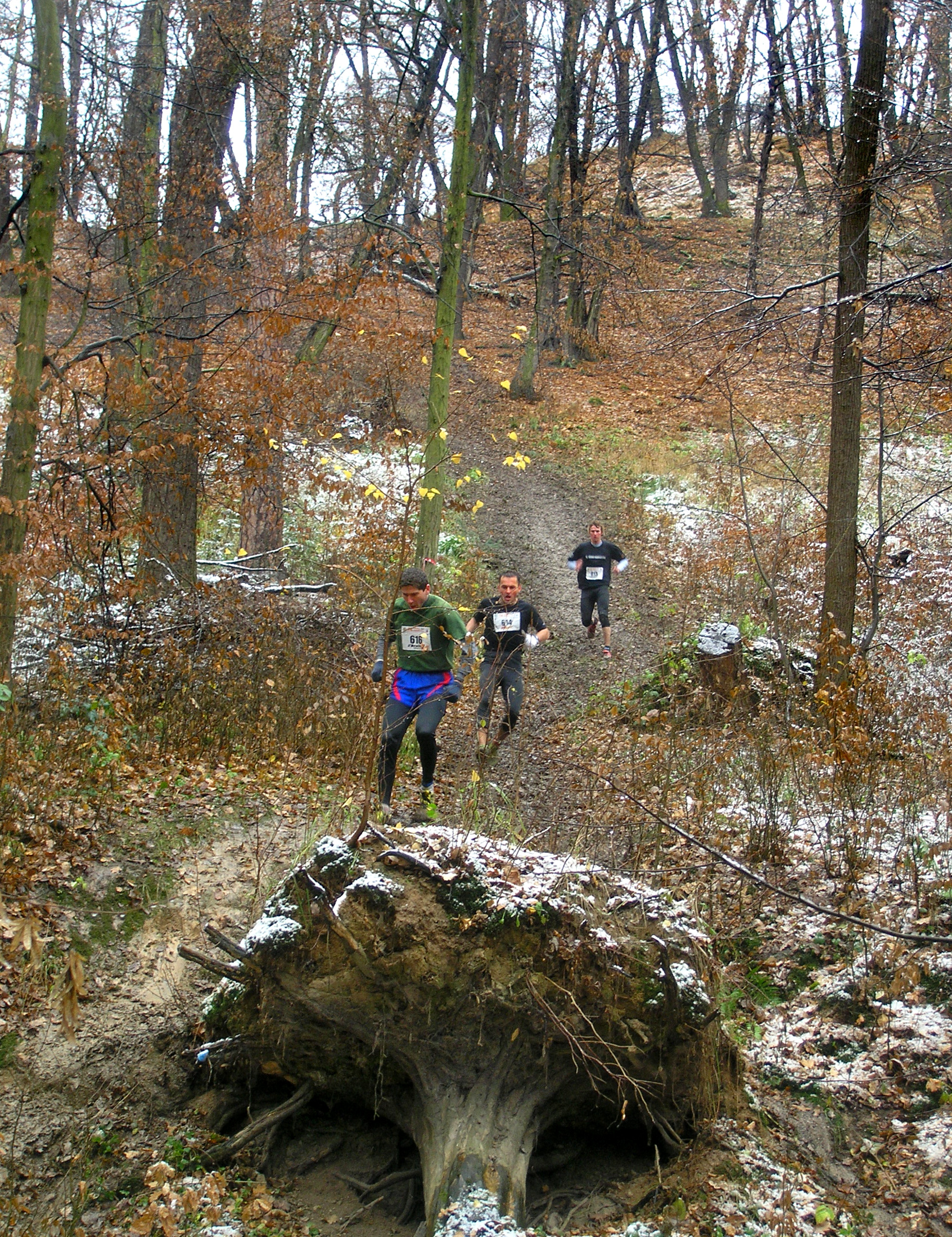
Een wedstrijd in Praag.

Over de hele wereld worden trailrunningwedstrijden georganiseerd. Afstanden variëren van 5 tot 161 km (100 mijl). Wedstrijden van gelijke afstand kunnen enorm verschillen in moeilijkheid door een ander terreinsoort. Dit maakt het moeilijk prestaties tussen verschillende wedstrijden te vergelijken.
Er worden nationale kampioenschappen gehouden (in Nederland sinds 2015) en een wereldkampioenschap Ultratrail. Dit WK vond in 2016 plaats in Portugal en in 2017 in Italië.
Ook in Nederland zijn er tientallen trailrun wedstrijden in het hele land. Veel zijn in de bekende natuurgebieden als de Veluwe, Utrechtse Heuvelrug, Nijmeegse heuvelrug en Zuid-Limburg. 

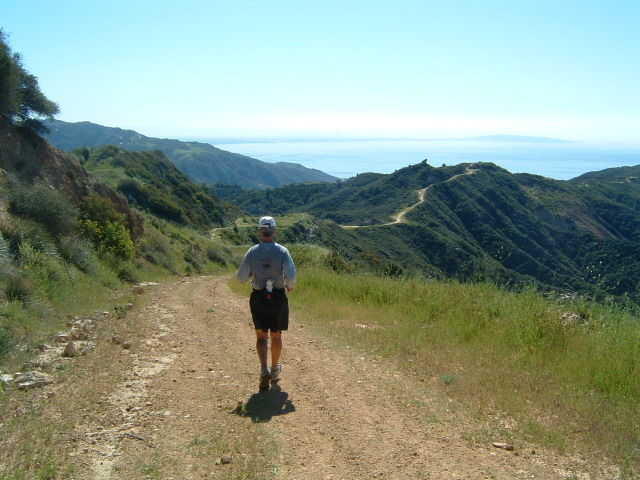
The Backbone Trail, Santa Monica Mountains, in het zuiden van California